# 伊然可汗
伊然可汗（いねんかがん、拼音：Yīrán kĕhàn、? - 734年）は、東突厥第二可汗国期の可汗。毘伽可汗の長男。姓は阿史那氏、名は不明。伊然可汗とは可汗号で、イネル・カガン（Inäl qaγan）を漢字表記したもの。

## 生涯
開元22年（734年）、毘伽可汗は大臣の梅録啜（ブイルク・チュル）に毒殺されたので、国人は毘伽可汗の子を立てて伊然可汗（イネル・カガン）とした。唐の玄宗は詔で宗正卿の李佺を弔問に赴かせるとともに、伊然可汗を冊立して碑廟を立てさせ、史官で起居舎人の李融にその碑文を書かせた。
しかし、伊然可汗がまもなく病死したので、国人はその弟を立てて登利可汗（テングリ・カガン）とした。

## 妻
- 余塞匐

## 参考資料
- 『旧唐書』（列伝第一百四十四上 突厥上）
- 『新唐書』（列伝第一百四十下 突厥下）
- 佐口透・山田信夫・護雅夫訳注『騎馬民族誌２正史北狄伝』（1972年、平凡社）